# Gerhard Fischer

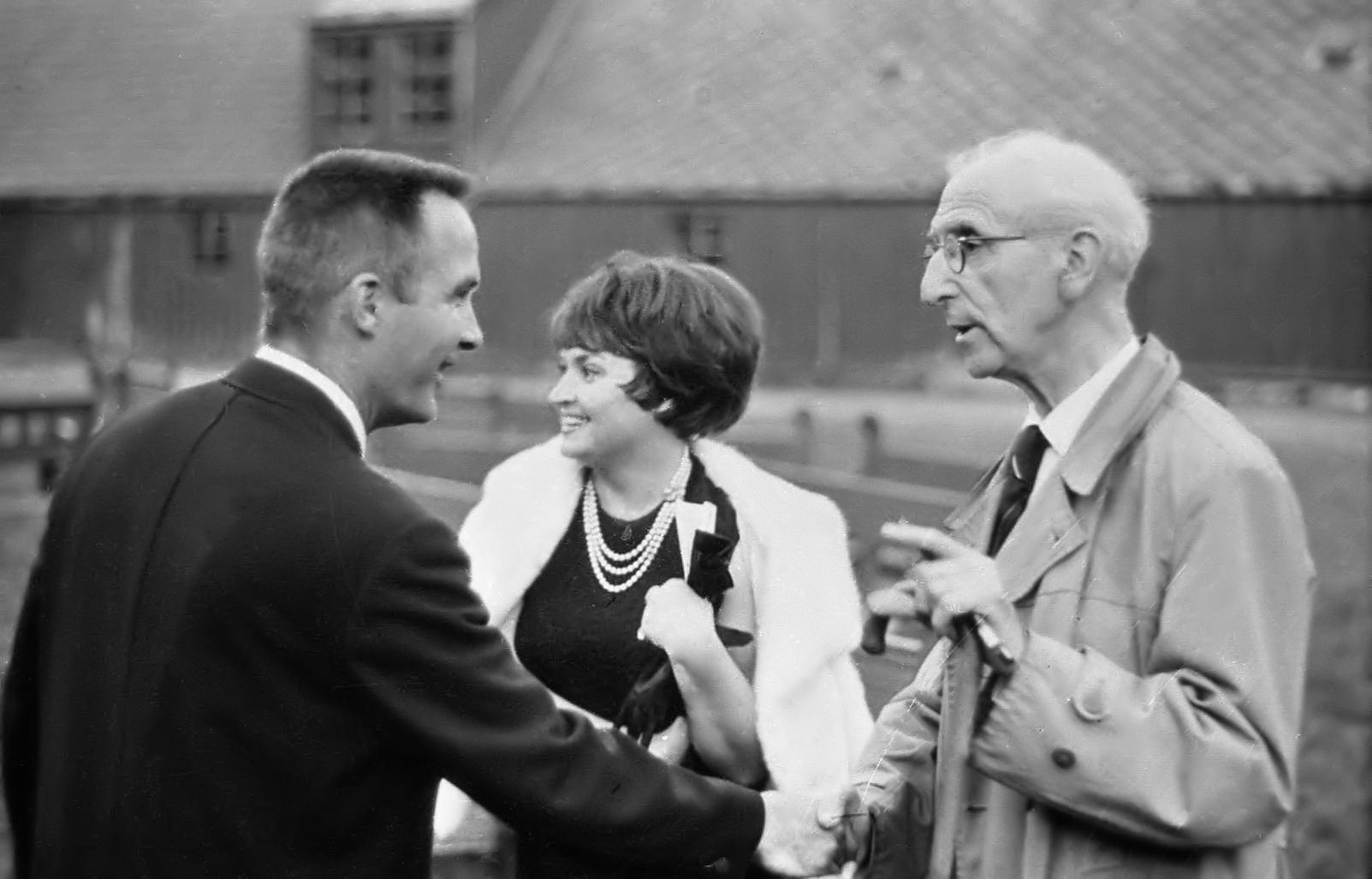
Gerhard Fischer (t.h.), omkring 1967.

Johan Adolf Gerhard Fischer, född 12 juli 1890 i Bergen, död 1977, var en norsk arkitekt och arkeolog. 
Gerhard Fischer utbildade sig i Bergen, Oslo och Köpenhamn. I slutet av 1920-talet arbetade han med restaureringen av Akershus fästning, arbeten som leddes av Arnstein Arneberg. Mellan 1938 och 1960 var Fischer konservator vid Oslouniversitetets fornsakssamling. Gerhard Fischer var på sin tid en av Norges mest framstående medeltidsarkeologer med ingående studier av bland annat Hovedøya kloster i Oslofjorden och Nidarosdomen i Trondheim.

## Utmärkelser
Gerhard Fischer belönades 1956 med Sankt Hallvardsmedaljen, Oslo stads finaste utmärkelse.